# Посёлок совхоза «Красковский»
Посёлок совхоза «Красковский» — посёлок в Раменском муниципальном районе Московской области. Входит в состав сельского поселения Вялковское. Население — 403 чел. (2010).

## География
Посёлок совхоза «Красковский» расположен в северной части Раменского района, примерно в 11 км к северо-западу от города Раменское. Высота над уровнем моря 137 м. К северу от посёлка протекает река Вьюнка. В посёлке 1 улица — Южная. Ближайший населённый пункт — село Зюзино.

## История
До муниципальной реформы 2006 года посёлок входил в состав Вялковского сельского округа Раменского района.

## Население
| 2002 | 2010 |
| ---- | ---- |
| 374  | ↗403 |

По переписи 2002 года в посёлке проживало 374 человека (153 мужчины, 221 женщина).